# Zilker Park
Zilker Park er et rekreativt område i hjertet af Austin, Texas i USA. Området er på ca. 142 hektar. Zilker Park ligger tæt ved andre af Austins vartegn som Barton Springs og Lady Bird Lake.

## Historie
Parken er opkaldt efter Andrew Jackson Zilker, som gav jord til byen i 1917. Zilker Park blev oprettet i 1930'erne under Den Store Depression. I 1997 kom parken på National Register of Historic Places.

## Anvendelse
Zilker Park har en række attraktioner og facilititer. Der er blandt andet en stor legeplads, en minijernbane, kaldet Zilker Zephyr, en naturlig swimmingpool, en botanisk have, beachvolleybaner, en ni-hullers discgolfbane og et par store græsplaner. Man finder også Austin Nature og Science Center, hvor man kan udforske Austins dyreliv med interaktive natur- og videnskabsstier. 
Hver vinter sætter Zilker Park et højt juletræ op. Det har over 3.000 lys og bliver tændt den første søndag i december. 
Hvert år er Austin vært for kulturfestivalen Austin City Limits. På tre dage er der udstillinger af kunst samt en række livemusikoptrædender. Bland de navne, der har optrådt på Austin City Limits i de senere år er Coldplay, Foo Fighters, Muse, The White Stripes og The Eagles. 
Om sommeren har Zilker Hillside Teater koncerter med forskellig slags musik, blandt andet jazz og country. Det er også i teatret, at Zilker Sommer Musical og Shakespeare in the Park opføres. 
Der er desuden en årlige dragefestival. 